# Twentytwo
Le 22 Bishopsgate, aussi connu sous le nom de Twentytwo,  The Pinnacle ou Bishopsgate Tower, est un gratte-ciel de bureaux situé dans le quartier d'affaires de La City à Londres (Royaume-Uni).
D'une hauteur de 278,2 mètres et de 62 étages, cet immeuble a été conçu par le cabinet d'architectes Kohn Pedersen Fox. La Bishopsgate Tower était initialement prévue pour atteindre 307 mètres de hauteur, mais fut réduite sur demande des autorités aériennes. Il ouvre début 2021 dans un contexte incertain.

## Historique

### Plan et conception d'origine
La tour mesure à l'origine 307 mètres, est conçue par le cabinet d'architectes Kohn Pedersen Fox et a pour promoteur la société de gestion de fonds Union Investment. Sa hauteur est finalement ramenée à 288 mètres en raison des inquiétudes de la Civil Aviation Authority. Le projet révisé comprend environ 88 000 mètres carrés d'espace de bureaux.
La Bishopsgate Tower, comme elle est alors appelée, fait l'objet d'une demande de permis de construire en juin 2005 , approuvée le 25 avril 2006 ; ce serait l'un des plus hauts bâtiments d'Europe de l'Ouest, et la plus haute tour habitable de Grande-Bretagne. L'apparence torsadé de son toit et les motifs ondulés de sa façade s'inspirent de diverses formes organiques de la nature telles que les tatous, les champignons et les coquillages, ce qui vaut au bâtiment le surnom de « Helter Skelter ». Les étages supérieurs devaient abriter des restaurants ainsi que la plus haute plate-forme d'observation publique du Royaume-Uni.
Le projet initial prévoyait également plus de panneaux solaires que tout autre bâtiment du pays, avec 2 000 mètres carrés de cellules photovoltaïques, capables de produire jusqu'à 200 kW d'électricité. La tour aurait également été dotée d'une double couche, comme le 30 St Mary Axe situé à proximité, en forme de cornichon, ce qui lui aurait permis de réagir de manière dynamique aux changements météorologiques. Afin de limiter les coûts de construction, chaque panneau de la tour aurait eu exactement la même taille.
En août 2006, l'entreprise de construction Keltbray commence à effectuer des essais de battage sur le site. La démolition du plus petit des deux bâtiments existants débute en novembre 2006. En février 2007, il est annoncé que la Bishopsgate Tower avait été achetée par Arab Investments et que la structure serait rebaptisée The Pinnacle.
Le financement complet est obtenu en mai 2007 et il est révélé que The Pinnacle serait probablement construite avec un but spéculatif,. La démolition de Crosby Court, le plus grand des deux bâtiments existants commence en juin 2007.
En août 2007, Arab Investments signe un contrat de pré-construction avec Multiplex pour la construction de la tour.

### Démolition des bâtiments existants
La démolition du site existant commence mi-2007, et est supposée s'achever en février 2008, mais est retardée jusqu'en avril 2008 en raison d'une injonction obtenue en décembre 2007 par Hiscox, une compagnie d'assurance basée dans la propriété voisine, Great St. Helen's. L'injonction obtenue par Hiscox Syndicates & Another contre The Pinnacle Ltd & Others en janvier 2008 offre une protection sur trois points :
1. protection du droit d'accès à l'entrée du parking depuis Crosby Square ;
2. protection contre les infiltrations d'eau ;
3. protection contre les vibrations par le biais de limites de vitesse de crête des particules (peak particle velocity, PPV) à certains moments de la journée de travail.

L'injonction est modifiée lors d'une audience en juin 2008. Une demande de modification des termes de l'injonction concernant l'accès est acceptée et une nouvelle ordonnance est rendue par le Technology and Construction Court.
Un accès alternatif à travers le site permet de maintenir l'accès à l'entrée du parking pendant que la démolition au-dessus et à côté de l'autoroute se poursuivait.
La démolition est achevée en juin 2008,.

### Construction initiale
Fin mai 2008, une grue mobile et un engin de levage sont sur le site pour préparer la construction,. Il est signalé que le cabinet d'avocats Davies Arnold Cooper allait occuper un espace de bureaux de 7 400 m2 et que le restaurant qui devait se trouver au sommet de la tour avait été loué. La construction de la tour était bien avancée, avec des cages d'acier d'armature déjà insérées dans le sol, formant une partie des pieux qui supporteraient le poids de la tour. En novembre 2008, un autre engin de battage est utilisé sur le site, ainsi que des plaques d'acier pour les pieux.
En mars 2009, les plus grands pieux jamais réalisés au Royaume-Uni ont été posés (le précédent record était détenu par Moor House avec des fondations de 57 mètres de profondeur, et celles-ci n'avaient été construites à cette profondeur qu'en 2002 pour permettre à l'Elizabeth line de passer en dessous). Les pieux sont enfoncés à 48,5 m sous le niveau de la mer et à 65,5 m sous le site (dépassant de 8,5 m la profondeur de Moor House).
Les travaux d'empilement sont achevés au cours de l'été 2009 et les ouvriers commencent à creuser en profondeur, prêts à entamer la construction des sous-sols. La première base de grue est mise en place en octobre 2009.
En juin 2011, Arab Investments annonce qu'elle a comblé le déficit de près de 500 millions de livres sterling du projet, ce qui signifie que les travaux de construction pouvaient reprendre. Le noyau du bâtiment atteint le sixième étage en décembre 2011. Un prêt de 140 millions de livres est accordé par HSH Nordbank, un prêteur basé à Hambourg, qui sera prolongé trois fois par la suite.
En mars 2012, le projet est interrompu jusqu'à début de 2013, en raison de problèmes concernant la pré-location. En décembre 2012, un accord proposé par Arab Investments aux entrepreneurs Brookfield Multiplex ouvre la voie à la reprise de la construction. Toutefois, en février 2013, il est signalé que le gratte-ciel partiellement construit pourrait être démoli et reconstruit à partir de zéro sur la base d'un projet moins coûteux. Le mois suivant, il est révélé que plusieurs architectes avaient soumis des offres pour redessiner The Pinnacle, y compris Ken Shuttleworth, le co-concepteur du 30 St Mary Axe, et que The Pinnacle pourrait ne pas finir la construction sous sa forme d'origine.
Cependant, en décembre 2013, après un examen approfondi de la conception, des modifications sont apportées aux plans d'étage intérieurs mais l'extérieur, coûteux, est conservé sans changements significatifs.

### Vente et réaménagement
En février 2015, le site est acquis par un consortium dirigé par Axa Real Estate dans le cadre d'une transaction d'une valeur de 550 millions de livres sterling. Le bâtiment est entièrement repensé et une nouvelle demande de permis de construire est soumise à l'été 2015 à la suite d'une consultation. Cette demande est approuvée en novembre 2015. Le noyau central en béton de la conception originale est complètement retiré en décembre de la même année et la construction d'un nouveau bâtiment commence en janvier 2016.
Le nouveau bâtiment, rebaptisé 22 Bishopsgate, mesure 278 mètres de haut, compte 62 étages et offre environ 120 000 mètres carrés d'espace de bureaux et 4 000 mètres carrés d'espace pour des restaurants, des commerces de détail et des galeries d'exposition.
Pendant la campagne du référendum sur l'UE, le promoteur, Axa, déclare que, bien qu'« engagé dans le développement », il pourrait « réexaminer les options » en cas de vote en faveur de la sortie de l'UE. La construction est finalement maintenue malgré le résultat du référendum.
En novembre 2016, une nouvelle demande de permis de construire est déposée, qui modifie légèrement la conception du bâtiment proposé et réduit sa hauteur à 23 mètres et 59 étages pour proposer « une solution plus propre et plus élégante quant au sommet du bâtiment dans le contexte des contraintes de contrôle du trafic aérien »,. La demande est approuvée en février 2017, mais ces plans sont retirés, le promoteur confirmant que le projet de 62 étages et de 278 mètres sera construit.